# Lekkoatletyka na Letnich Igrzyskach Paraolimpijskich 2012 – 200 metrów T13 mężczyzn
W biegu na 200 metrów kl. T13 mężczyzn podczas Letnich Igrzysk Paraolimpijskich 2012 rywalizowało ze sobą 23 zawodników. W konkursie udział wzięły osoby niedowidzące o niskim stopniu upośledzenia wzroku.

## Wyniki

### Eliminacje
Bieg 1
| Poz. | Zawodnik             | Narodowość        | Rezultat | Uwagi |
| ---- | -------------------- | ----------------- | -------- | ----- |
| 1    | Jonathan Ntutu       | Południowa Afryka | 22,40    | Q     |
| 2    | Aleksiej Łabzin      | Rosja             | 22,44    | Q     |
| 3    | Ayoub Chaoui         | Maroko            | 22,56    | q     |
| 4    | Braedon Samuel Dolfo | Kanada            | 23,25    |       |
| 5    | Mohammed Fannouna    | Palestyna         | 24,00    |       |
| 6    | Hugo Cavaco          | Portugalia        | 24,22    |       |
| 7    | Joan Munar Martinez  | Hiszpania         | DNS      |       |

Bieg 2
| Poz. | Zawodnik              | Narodowość | Rezultat | Uwagi |
| ---- | --------------------- | ---------- | -------- | ----- |
| 1    | Aleksander Zwieriew   | Rosja      | 22,18    | Q     |
| 2    | Luis Felipe Gutierrez | Kuba       | 22,35    | Q     |
| 3    | Ioannis Protos        | Grecja     | 22,70    | q     |
| 4    | Hussein Kadhim        | Irak       | 23,06    |       |
| 5    | Philipp Handler       | Szwajcaria | 23,45    |       |
| 6    | Edgars Klavnis        | Łotwa      | 24,35    |       |
| 7    | Per Jonsson           | Szwecja    | 24,42    |       |
|      | Radosław Zlatanow     | Bułgaria   | DNS      |       |

Bieg 3
| Poz. | Zawodnik        | Narodowość        | Rezultat | Uwagi |
| ---- | --------------- | ----------------- | -------- | ----- |
| 1    | Jason Smyth     | Irlandia          | 21,48    | Q     |
| 2    | Artiom Łoginow  | Rosja             | 22,46    | Q     |
| 3    | Djamil Nasser   | Algieria          | 22,73    |       |
| 4    | Andre Andrade   | Brazylia          | 22,96    |       |
| 5    | Markeith Price  | Stany Zjednoczone | 23,55    |       |
| 6    | Songwut Lamsan  | Tajlandia         | 23,73    |       |
|      | Mohamed Amguoun | Maroko            | DNF      |       |
|      | Tobias Jonsson  | Szwecja           | DNS      |       |

### Finał
| Poz. | Zawodnik              | Narodowość        | Rezultat | Uwagi |
| ---- | --------------------- | ----------------- | -------- | ----- |
| 1    | Jason Smyth           | Irlandia          | 21,05    | WR    |
| 2    | Aleksiej Łabzin       | Rosja             | 21,95    |       |
| 3    | Artiom Łoginow        | Rosja             | 22,03    |       |
| 4    | Aleksander Zwieriew   | Rosja             | 22,07    |       |
| 5    | Luis Felipe Gutierrez | Kuba              | 22,24    |       |
| 6    | Jonathan Ntutu        | Południowa Afryka | 22,37    |       |
| 7    | Ayoub Chaoui          | Maroko            | 22,72    |       |
| 8    | Ioannis Protos        | Grecja            | 22,97    |       |